# Болотна пласка черепаха шпорова
Болотна пласка черепаха шпорова (Acanthochelys pallidipectoris) — вид черепах з роду Болотна пласка черепаха родини Змієшиї черепахи. Інша назва «бокошийна черепаха Чако».

## Опис
Загальна довжина карапаксу досягає 17,5 см. Голова широка, дещо сплощена. Шия довга. Карапакс широкий, трохи подовжений. На кінцівках є великі щитки. На стегнах біля хвоста присутня низка великих шипів або відростків, один з яких більший за інші на кшталт шпор. Звідси й походить назва цієї черепахи.
Голова зверху сірувата, знизу білувато-жовта. Забарвлення шиї та кінцівок таке саме. Карапакс жовто-коричневого кольору, сіро-коричневого або оливкового забарвлення, завжди з темною облямівкою кожного щитка. Пластрон та перетинка з карапаксом жовті з темною пігментацією. З віком темна пігментація пропадає.

## Спосіб життя
Полюбляє повільні поточні річки, ставки, лагуни, болота та інші дрібні водойми. Харчується рибою, земноводними, мишенятами, пуголовками, безхребетними.
Парування починається на початку вересня й триває до листопада. Залицяння і саме парування зазвичай займає 30 хвилин (від 15 до 90). У листопаді самиця відкладає у воду 3—5 яєць. Яйця мають тверду шкаралупу, розмір 25–28 × 22–24 мм. Інкубаційний період триває до 6 місяців. За сезон буває до 2 кладок. Між кладками можуть бути тривалі перерви.

## Розповсюдження
Мешкає переважно у провінції Чако на півночі Аргентини, зустрічається також у південному Парагваї і Болівії.